# Philopterus desertus
Philopterus desertus är en insektsart som först beskrevs av Zlotorzycka 1964.  Philopterus desertus ingår i släktet fjäderlingar, och familjen fjäderlöss. Arten är reproducerande i Sverige.